# Gebroeders Gracchus
Met de benaming Gracchi of gebroeders Gracchus wordt gewoonlijk verwezen naar het sociaal geëngageerde Romeinse broederpaar
- Tiberius Sempronius Gracchus (tribunus plebis in 133 v.Chr.) en
- Gaius Sempronius Gracchus.

## Trivia
- François-Noël Babeuf ontleende aan hen zijn bijnaam.